# Faro de Punta de Alprech
El Faro de Punta de Alprech o también Faro de Le Portel (en francés: Phare de la pointe d'Alprech o Phare du Portel) es un faro situado en la comuna francesa de Le Portel, en el departamento de Paso de Calais, Francia, y marca el puerto de Boulogne-sur-Mer.

## Historia
Por decisión ministerial del 14 de junio de 1830 fue instalado un faro en el edificio de un semáforo de la Marina francesa que entró en servicio el 1 de noviembre de 1830. Su aparato óptico era de reflectores catóptricos, estaba alimentado con aceite vegetal y tenía una característica de luz blanca fija.
El 1 de julio de 1842 fue puesta en servicio una nueva torre de sección cuadrada y 10 metros de altura. En ella fue instalada una nueva óptica de 150 mm de distancia focal que emitía una luz blanca fija y un destello rojo cada dos minutos. En 1849 le fue anexado un edificio como vivienda para los fareros. En 1873 se cambió la alimentación a aceite mineral. En 1896, con una nueva óptica de 187,5 mm de distancia focal su característica cambió a un destello rojo cada 5 segundos. En 1902 se cambió de nuevo la óptica instalándose una de 250 mm de distancia focal. En 1906 se instaló una lámpara alimentada con vapor de petróleo y su característica cambió a una de grupo de tres destellos blancos  en un ciclo de 15 segundos. En 1928 fue electrificado. En 1944 fue destruido por las tropas alemanas durante su retirada de Francia al final de la Segunda Guerra Mundial.
En 1947 fue instalado un faro provisional que estuvo en servicio hasta junio de 1962 en que fue inaugurado el faro actualmente en servicio que fue automatizado en 1977.

## Características
El faro consiste en una columna metálica blanca de planta cilíndrica con una escalera de caracol exterior a ella que sube desde el nivel del suelo hasta la galería donde se encuentra la linterna.
Emite un grupo de tres destellos de luz blanca en un ciclo total de 15 segundos con un alcance nominal nocturno de 23 millas náuticas.